# Тиаго Элено
Тиаго Элено Энрике Феррейра (порт. Thiago Heleno Henrique Ferreira; 17 сентября 1988, Сети-Лагоас) — бразильский футболист, игрок клуба «Атлетико Паранаэнсе».

## Биография
Тиаго Элено воспитанник клуба «Крузейро», дебютировал в основном составе в 7 мая 2006 года в матче с «Жувентуде», а 3 июня забил свой первый мяч в профессиональной карьере, поразив ворота «Форталезы». В 2006 и 2008 годах Тиаго Элено выиграл чемпионат штата Минас Жерайс.
В 2010 году Тиаго Элено был приобретён инвесторской группой, оперирующей правами игроков с помощью уругвайского клуба «Депортиво Мальдонадо», которому отчисляется часть денег за сделки. В том же году он сразу же был отдан в аренду в «Коринтианс», а в 2011—2012 годах по такой же схеме играл за «Палмейрас».
Впоследствии также отдавался в аренду в «Крисиуму», «Фигейренсе» и «Атлетико Паранаэнсе». После успешного сезона, проведённого в «Атлетико», в 2017 году Тиаго Элено подписал полноценный контракт с «красно-чёрными». За годы, проведённые в Куритибе, Элено выиграл четыре чемпионата штата Парана, Кубок Бразилии в 2019 году, а также дважды завоёвывал Южноамериканский кубок — в 2018 и 2021 годах. В последнем случае Тиаго Элено был капитаном команды.
Тиаго Элено играл за различные молодёжные сборные Бразилии. Со сборной до 17 лет он победил на Кубке Америки в своей возрастной категории в 2005 году. В сборной до 18 лет он провёл 14 матчей и забил семь мячей, а за сборную до 20 лет — шесть матчей, пять из которых сыграл на молодёжном Кубке Америки, который бразильцы выиграли в 9-й раз в своей истории.

## Достижения
- Чемпион штата Минас-Жерайс (3): 2006, 2008, 2009
- Чемпион штата Парана (4): 2016, 2018, 2019, 2020
- Чемпион штата Санта-Катарина (2): 2013, 2014
- Чемпион Кубка Бразилии (2): 2012, 2019
- Обладатель Южноамериканского кубка (2): 2018, 2021
- Финалист Кубка Либертадорес (1): 2009